# Nuangola
Nuangola és una població dels Estats Units a l'estat de Pennsilvània. Segons el cens del 2000 tenia 671 habitants.

## Demografia
Segons el cens del 2000, Nuangola tenia 671 habitants, 259 habitatges, i 193 famílies. La densitat de població era de 229,3 habitants/km².
Dels 259 habitatges en un 30,5% hi vivien nens de menys de 18 anys, en un 62,5% hi vivien parelles casades, en un 8,5% dones solteres, i en un 25,1% no eren unitats familiars. En el 20,5% dels habitatges hi vivien persones soles el 5% de les quals corresponia a persones de 65 anys o més que vivien soles. El nombre mitjà de persones vivint en cada habitatge era de 2,57 i el nombre mitjà de persones que vivien en cada família era de 2,95.
Per edats la població es repartia de la següent manera: un 21,3% tenia menys de 18 anys, un 6,9% entre 18 i 24, un 30,6% entre 25 i 44, un 28,6% de 45 a 60 i un 12,7% 65 anys o més.
L'edat mediana era de 40 anys. Per cada 100 dones de 18 o més anys hi havia 104,7 homes.
La renda mediana per habitatge era de 41.964 $ i la renda mediana per família de 45.833 $. Els homes tenien una renda mediana de 33.000 $ mentre que les dones 27.500 $. La renda per capita de la població era de 16.851 $. Entorn del 7,9% de les famílies i l'11,8% de la població estaven per davall del llindar de pobresa.

## Poblacions properes
El següent diagrama mostra algunes poblacions properes.